# ヴァンイエン県
ヴァンイエン県（ヴァンイエンけん、ベトナム語：Huyện Văn Yên / 縣文安? ）は、ベトナムイエンバイ省の県である。面積は1391.54km²、人口は107,810人（2018年）である。

## 行政区画
1市鎮26社を管轄する。
- マウア市鎮（Mậu A / 茂阿）
- アンビン社（An Bình / 安平）
- アンティン社（An Thịnh / 安盛）
- チャウクエハ社（Châu Quế Hạ / 株桂下）
- チャウクエトゥオン社（Châu Quế Thượng / 株桂上）
- ダイファク社（Đại Phác / 大樸）
- ダイソン社（Đại Sơn / 大山）
- ドンアン社（Đông An / 東安）
- ドンクオン社（Đông Cuông / 東珖）
- ホアンタン社（Hoàng Thắng / 黃勝）
- ラムザン社（Lâm Giang / 林江）
- ランティップ社（Lang Thíp / 廊信）
- マウドン社（Mậu Đông / 茂東）
- モーヴァン社（Mỏ Vàng / 㖼鐄）
- ナーハウ社（Nà Hẩu / 那好）
- ゴイア社（Ngòi A / 外阿）
- フォンズーハ社（Phong Dụ Hạ / 豊裕下）
- フォンズートゥオン社（Phong Dụ Thượng / 豊裕上）
- クアンミン社（Quang Minh / 光明）
- タンホップ社（Tân Hợp / 新合）
- ヴィエンソン社（Viễn Sơn / 遠山）
- スアンアイ社（Xuân Ái / 春靄）
- スアンタム社（Xuân Tầm / 春尋）
- イエンホップ社（Yên Hợp / 安合）
- イエンフン社（Yên Hưng / 安興）
- イエンフー社（Yên Phú / 安富）
- イエンタイ社（Yên Thái / 安泰）